# Wilhelm Willmer

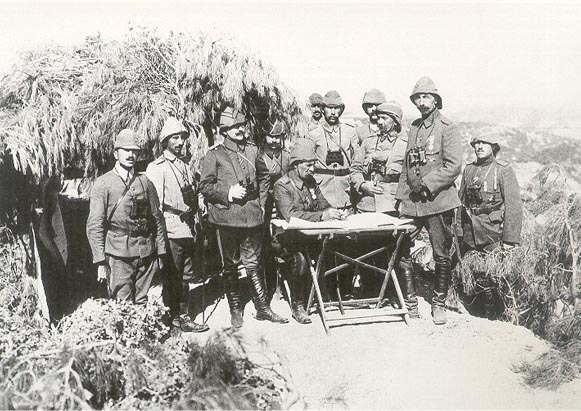
Willmer und weitere Kommandeure auf einem Gruppenfoto aus dem Jahre 1915 (hinter Reihe, zweiter von rechts)

Karl August Wilhelm Willmer (* 1868; † 1963) war ein bayerischer Major, osmanischer und deutscher Oberstleutnant, paramilitärischer Aktivist und bekannter Reiter. Willmer hatte erheblichen Einfluss auf den osmanischen Sieg während der Schlacht von Gallipoli.

## Leben

### Herkunft und Familie
Er heiratete Else, geb. Keller, Tochter eines Justizrats. Seine Frau war, wie er auch, begeisterte Reiterin.

### Militärkarriere
Willmer trat früh in die Königlich-Bayerische Armee ein, wo er als Unteroffizier im Königlich Bayerischen 5. Feldartillerie-Regiment „König Alfons XIII. von Spanien“ diente. Am 10. Januar 1891 erfolgte seine Beförderung zum Portepeefähnrich. Am 5. März 1892 wurde er zum Unterleutnant ernannt. Bis 1898 erreichte er die Position eines Abteilungsadjutanten in demselben Regiment. Im selben Jahre im Oktober wurde er auch zum Lehrkurs an die Equitationsanstalt geordert. Bis 1901 wurde er Oberleutnant im Königlich Bayerischen 3. Chevaulegers-Regiment „Herzog Karl Theodor“. Willmer wurde Mitglied in zahlreichen Reiterorganisationen, so auch im Karlsruher Reiterverein, wo er das erste Offiziersrennen gewann. 1905 erreichte er den Rang eines Rittmeisters ohne Patent. Am 23. Juni 1907 erhielt er endgültig das Patent zum Rittmeister. Nachfolgend wirkte er seit mindestens 1911 als Reitlehrer an der Militärreitschule in München. 1913 wurde ihm der Schwertorden Ritter I. Klasse verliehen. Am 7. Januar 1914 erfolgte seine Beförderung zum Major im Stabe des Königlich Bayerischen 7. Chevaulegers-Regiment „Prinz Alfons“. 1914 wurde ihm das Eiserne Kreuz II. Klasse verliehen. 1915 wurde ihm der Militärverdienstorden IV. Klasse mit der Krone und mit Schwertern und das Mecklenburgische Militärverdienstkreuz verliehen.
Während des Ersten Weltkrieges war Willmer ein Teilnehmer der deutschen Militärmission im osmanischen Reich. Im osmanischen Reich wurde er zum Kommandeur der sogenannten „Willmer-Gruppe“ ernannt, die ein Teil der 5. osmanischen Armee unter Mustafa Kemal war. Er wurde in dieser Position mit der Verteidigung der sogenannten Suvla-Bucht beauftragt. Obwohl Willmer und seine 1.500 Mann starke Truppe keine Maschinengewehre und nur wenig Artilleriegeschütze besaßen, konnte er die Landung an der Bucht von Suvla am 6. August durch britische Truppen unter Generalleutnant Frederichk Stopford abwehren. In den ersten 24 Stunden verloren die Briten 1700 Mann, während Willmer und seine Truppe nur 6 Verluste hatten. Insgesamt verloren die Briten bei der fehlgeschlagenen Landung über 20.000 Soldaten. 
Während der nachfolgenden August-Offensive wirkte er als Kommandeur der 5. Osmanischen Division. Im osmanischen Reich führte er den Rang eines Kaymakan (Oberstleutnant).

### Weimarer Republik
Nach dem Kriege trat er mit dem Rang eines Majors in die Reichswehr ein. 1920 erhielt er den Rang eines Oberstleutnants und verließ 1921 die Reichswehr. Auch wirkte er nun als Leiter der Kommission zur Prüfung von Halbblütern in Bayern und organisierte eines der ersten internationalen Turniere in Deutschland nach dem Ersten Weltkrieg, ein Reitturnier in Bad Kissingen. Daneben wirkte er als Mitgründer und erster Präsident des Vereins für Reit- und Fahrsport in Bayern, den er 1921 verließ.
Danach wirkte Willmer als paramilitärischer Aktivist und schaffte es so zum Stellvertreter von Hans Georg Hofmann, des Führers des Kreises Niederbayern des Bundes Bayern und Reich, der stärksten paramilitärischen Vereinigung in Bayern mit föderalistisch-monarchischen Zielen. Da Hofmann langsam dem Druck anderer bayerischer Reichswehroffiziere nachgab, sich nicht politisch zu involvieren, übergab er Willmer die Kontrolle über den Kreis Niederbayern.
Bis 1925 trat er dem Rennverein Regensburg bei. Später wirkte er als Vertreter des Bayerischen Kriegerbundes.